# Lim Chul-Ho
Lim Chul-Ho es un deportista surcoreano que compitió en taekwondo. Ganó una medalla de bronce en el Campeonato Asiático de Taekwondo de 2008, en la categoría de –58 kg.

## Palmarés internacional
| Campeonato Asiático | Campeonato Asiático | Campeonato Asiático | Campeonato Asiático |
| Año                 | Lugar               | Medalla             | Categoría           |
| ------------------- | ------------------- | ------------------- | ------------------- |
| 2008                | Luoyang (China)     | Medalla de bronce   | –58 kg              |